# Фобия 2
«Фобия 2» — тайский фильм ужасов 2009 года, состоящий из пяти частей, снятых пятью режиссёрами. Продолжение фильма «Фобия», в котором трое из режиссёров также принимали участие, а один (Висуте Пулворалакс) был продюсером.
В оригинале фильм имеет название «Пять перекрёстков» (тайск. ห้าแพร่ง). Распространено также написание названия 5bia (по аналогии с 4bia для первого фильма), указывающее на пять составных частей фильма.
Премьера фильма в Таиланде состоялась 9 сентября 2009 года. В прокате фильм был весьма успешен и стал вторым (после комедии «Встретимся в метро») по сумме сборов, составившей 113,5 млн батов, или 3,4 млн долларов. Он также был хорошо принят в Сингапуре, Индонезии, Гонконге и Тайване. В 2010 году фильм был показан на San Diego Comic-Con International.

## Сюжет

### «Послушник»
Трудный подросток, виновный в гибели своего отца (из-за того, что он с приятелем бросал камни в проезжающие машины), попадает в буддийский монастырь. Обстановка в монастыре тяготит его, и даже тот факт, что наступили дни праздника «голодного призрака», не мешают ему нарушать распорядок монастырской жизни. Ночью парень видит огромного скелетообразного призрака и хочет покинуть монастырь, но настоятель оставляет его и посылает следующей ночью молиться в пещеру в лесу. Из-за воя призраков вокруг и воспоминаний о своих грехах парень не выдерживает и выходит в лес, где на него обрушивается град камней, а затем он сам превращается в такого же призрака, которого видел до этого.

### «Больничная палата»
Юноша Артхит попадает в больницу и оказывается в палате со стариком в коме, жизнь которого поддерживается только благодаря медицинской аппаратуре. Перед тем как аппаратуру собираются отключить, старика посещают многочисленные ученики. Ночью старик преследует юношу, набрасывается на него и душит его. Утром, очнувшись, Артхит видит вокруг себя учеников, которые теперь поклоняются ему, поскольку в него переселился дух покойного.

### «Автостопщики»
Два японских подростка направляются в Бангкок, на дороге их подбирает грузовик. Помимо водителя, в кабине грузовика едет молодой парень Джой. Вскоре в кузове кто-то начинает стучать, и водитель с Джоем открывают кузов и видят там трупы людей. Когда они выносят трупы на землю, Джой пытается достать из живота трупа мешочки с героином (во флешбэке показано, что людей специально наняли, чтобы они провезли проглоченные наркотики через границу). Трупы превращаются в зомби и набрасываются на людей. К утру в живых остаётся только девушка-японка и мальчик, один из ехавших в кузове. Однако и мальчик оказывается зомби, и, когда девушка пытается его убить, он сам убивает её и бросается на людей на рынке.

### «Утиль»
Героиня продаёт автомобили, отремонтированные после аварий, хотя выдаёт их покупателям за новые. Однажды ночью она остаётся одна в автосалоне и её маленький сын, играющий среди машин, куда-то пропадает. Она повсюду ищет его, однако встречает только призраки людей, погибших в этих машинах. Наконец ей удаётся сесть в свою машину и уехать со стоянки. Однако мотор глохнет, и, открыв капот, женщина обнаруживает там раздавленное тело своего сына.

### «Концовка»
Съёмочная группа заканчивает фильм ужасов. Уже вечер, осталось снять единственную сцену — девушку-призрак, выползающую из темноты. Но актриса Гадэ в гриме призрака теряет сознание, и её везут в больницу. Аэй, который сопровождал девушку, по телефону сообщает, что та умерла. Однако Гадэ вскоре появляется на съёмочной площадке. Сам же Аэй  на обратной дороге попадает в аварию. Узнав, что вернувшаяся актриса мертва, вся съёмочная группа, кроме исполнительницы главной роли Марши и трёх друзей, сбегает. Оставшиеся решают доснять фильм с «настоящим» призраком, и после этого троица тоже убегает. Сев в машину, они вскоре встречают Аэя, у которого начинает течь кровь. Решив, что он тоже уже умер и превратился в призрака, три друга паникуют, а тут к тому же у машины появляется и Гадэ. Выясняется, однако, что Гадэ не умерла, а сбежала из больницы и что машину Аэя разбил грузовик, когда он сам уже вышел из неё. Убедившись, что все живы, друзья выходят на дорогу, где на них на полном ходу мчится Марша, засыпающая за рулём своей машины.

## Съёмочная группа

### «Послушник»
- Режиссёр: Павин Пурикитпанья
- Сценаристы: Павин Пурикитпанья, Нитис Напичаясутин

### «Больничная палата»
- Режиссёр: Висуте Пулворалакс
- Сценаристы: Паркпум Вонгпум, Сопон Сукдаписит

### «Автостопщики»
- Режиссёр: Сонгьёс Сугмаканан
- Сценаристы: Сонгьёс Сугмаканан, Сопана Чаоввиваткул

### «Утиль»
- Режиссёр: Паркпум Вонгпум
- Сценаристы: Паркпум Вонгпум, Сопон Сукдаписит

### «Концовка»
- Режиссёр: Банджонг Писантханакун
- Сценарист: Банджонг Писантханакун, Чантавит Дханасеви, Мез Тхараторн

## В ролях

### «Послушник»
- Джираю Лаонгмани — Пэй
- Чумпорн Тхеппитак — старший монах
- Рэй Макдональд — молодой монах
- Апасири Нитибхон[англ.] — мать Пэя

### «Больничная палата»
- Ворравеч Данувонг — Артхит
- Гача Плиенвитхи — старик

### «Автостопщики»
- Чарли Траират — Джой
- Сутхируш Чаннукул — водитель
- Акико Одзеки — японская девушка

### «Утиль»
- Николь Териот — Нуч

### «Концовка»
- Наттапонг Чартпонг — Тер
- Кантапат Пермпунпатчарасук — Аэй
- Понгсаторн Джонгвилак — Пхуеак
- Виват Конграсри — Шин
- Марша Ваттанапанич — Марша
- Пхиджитра Ратсамичавалит — Гадэ
- Нимитр Лугсамипонг — режиссёр

## Дополнительные факты
- Пятая часть является пародией на фильмы ужасов, в ней действуют те же четыре друга, что и в снятой тем же режиссёром части «Посредник» из первой «Фобии».